# 加尔多内-瓦尔特龙皮亚
加尔多内-瓦尔特龙皮亚（義大利語：Gardone Val Trompia），是意大利布雷西亚省的一个市镇。总面积26平方公里，人口11848人，人口密度455.7人/平方公里（2009年）。国家统计（ISTAT）代码为017075。

## 友好城市
- 布吉納法索Nanoro（英语：Nanoro Department）